# Йозефіна, принцеса Данії
Принцеса Йозефіна Данська, графина Монпеза (повне ім'я: Йозефіна Софія Івало Матильда, дан. Josephine Sophia Ivalo Mathilda; нар. 8 січня 2011, Копенгаген, Данія) — членкиня королівської родини Данії, дочка короля Фредеріка X та королеви Мері, сестра-близнючка принца Вінсента.

## Життєпис
Йозефіна народилася Rigshospitalet, лікарні Копенгагенського університету, в Копенгагені 8 січня 2011 року о 10:56. На 26 хвилин раніше, о 10:30, народився її брат-близнюк — принц Вінсент. При народженні мала масу 2554 г та довжину 46 см. Батьками близнюків є король Фредерік X та королева Мері (на момент народження дітей — кронпринц та кронпринцеса).
Близнюки Йозефіна та Вінсент були охрещені в церкві Гольмен у Копенгагені. Тоді ж стало відомо ім'я принцеси: Йозефіна Софія Івало Матильда. Її третє ім'я, Івало, означає «сухожилля» й походить з діалекту гренландської мови, поширеному в регіоні Каанаака, де її батько у 2000 році патрулював разом із санним патрулем Сиріус. Хрещеними батьками принцеси стали: дружина брата її батька Марі; тітка за материнською лінією Патрісія Бейлі; друзі батьків Йозефіни: принц Карло Бурбон-Сицилійський, граф Бендт Веделль, Біргітта Гандверк та Йозефіна Рехнер. Для хрещення Йозефіну вдягли в хрестильне плаття її прабабусі, королеви Інгрід Шведської.

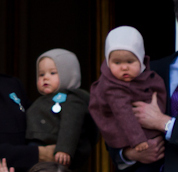
Вінсент та Йозефіна у січні 2012 року
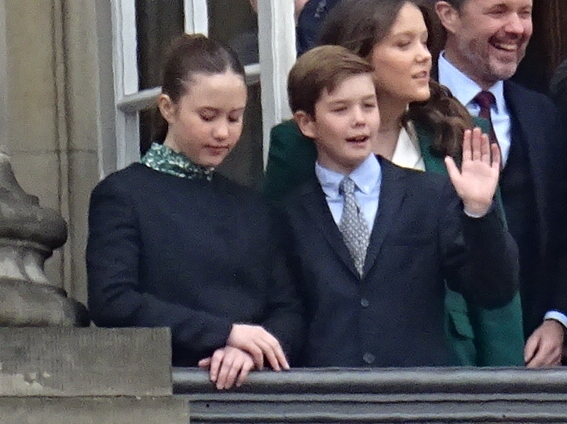
Вінсент та Йозефіна в палаці Амалієнборг у квітні 2023 року
Монограма принцеси Йозефіни

3 серпня 2014 року Йозефіна, її батьки, брати й сестра під час візиту до Гренландії взяли участь у висадженні дерев у новому тополиному гаю в Какортоку, названому «Ivalos og Miniks Poppellund» на честь Йозефіни на Вінсента.
15 серпня 2017 року Йозефіна та Вінсент розпочали навчання у школі Tranegårdsskolen у Гентофте. Як розповіли їхні батьки, вони навчалися в окремих класах.
6 січня 2020 року Вінсент, його брат Крістіан і сестри Ізабелла та Йозефіна розпочали 12-тижневе навчання в школі Lemania-Verbier у Швейцарії. Однак навчання було перерване через пандемію Covid-19.
2023 року принцеса Йозефіна розпочала навчання в іншій школі — приватному закладі Kildegård у Геллерупі (район муніципалітету Гентофте).
З нагоди свого сходження на престол 14 січня 2024 року король Фредерік X нагородив Йозефіну, її брата Вінсента та сестру Ізабеллу найвищою національною нагородою Данії — Орденом Слона.
Улітку 2024 року Йозефіна, Вінсент та їхні батьки здійснили офіційний візит до Гренландії.

## Титули
Форма звертання до принцеси — Її Королівська Високість. Йозефіна має титул графині Монпеза.